# Bronwenia acapulcensis
Bronwenia acapulcensis là một loài thực vật có hoa trong họ Malpighiaceae. Loài này được (Rose) W.R.Anderson & C.Davis mô tả khoa học đầu tiên năm 2007.